# ديفيد باتريك كيلي
ديفيد باتريك كيلي (بالإنجليزية: David Patrick Kelly)‏ (و. 1951 – م) هو ممثل تلفزيوني، وممثل أفلام، وممثل، وممثل مسرحي من الولايات المتحدة الأمريكية. ولد في ديترويت، ميشيغان.

## وصلات خارجية
- ديفيد باتريك كيلي على موقع IMDb (الإنجليزية)
- ديفيد باتريك كيلي على موقع روتن توميتوز (الإنجليزية)
- ديفيد باتريك كيلي على موقع ألو سيني (الفرنسية)
- ديفيد باتريك كيلي على موقع ميوزك برينز (الإنجليزية)
- ديفيد باتريك كيلي على موقع أول موفي (الإنجليزية)
- ديفيد باتريك كيلي على موقع قاعدة بيانات برودواي على الإنترنت (الإنجليزية)
- ديفيد باتريك كيلي على موقع قاعدة بيانات الأفلام السويدية (السويدية)
- ديفيد باتريك كيلي على موقع إن إن دي بي (الإنجليزية)
- ديفيد باتريك كيلي على موقع ديسكوغز (الإنجليزية)
- ديفيد باتريك كيلي على موقع قاعدة بيانات الفيلم (الإنجليزية)

ديفيد باتريك كيلي في قاعدة بيانات الأفلام على الإنترنت